# Điềm báo của quỷ
Điềm báo của quỷ (tên tiếng Anh: The First Omen) là bộ phim thuộc thể loại kinh dị siêu nhiên của Hoa Kỳ được đạo diễn bởi Arkasha Stevenson với kịch bản do Stevenson, Tim Smith và Keith Thomas chấp bút dựa trên cốt truyện từ Ben Jacoby. Đây sẽ là phần phim tiền truyện của The Omen (1976), với cốt truyện sẽ xoay quanh một người phụ nữ Mỹ phụng sự tại một nhà thờ ở Roma và tại nơi đây, cô cũng đã vô tình phát hiện ra một âm mưu thâm độc nhằm tạo ra Kẻ phản Chúa. Phim sẽ có sự tham gia của Nell Tiger Free, Tawfeek Barhom, Sônia Braga, Ralph Ineson, Bill Nighy và được ra mắt vào ngày 5 tháng 4, 2024.

## Diễn viên
- Nell Tiger Free thủ vai Margaret[3]
- Sônia Braga thủ vai Silvia[3]
- Ralph Ineson thủ vai Cha Brennan[3]
- Bill Nighy thủ vai Lawrence[3]
- Tawfeek Barhom[2]
- Nicole Sorace[4]

## Sản xuất
Vào tháng 4, 2016, phần tiền truyện của The Omen đã được thông báo đang trong quá trình phát triển với Ben Jacoby sẽ đảm nhận vị trí biên kịch của phim và Antonio Campos đang được thảo luận để ngồi vào vị trí đạo diễn phim. Vào tháng 5, 2022, hãng 20th Century Studios đã chính thức bắt đầu phát triển dự án với Arkasha Stevenson sẽ tham gia chỉ đạo bộ phim này với tư cách là bộ phim đầu tay của cô. David S. Goyer, Keith Levine và Gracie Wheelan cũng sẽ tham gia sản xuất với nhãn hiệu Phantom Four, bên cạnh đó Tim Smith cũng sẽ đảm nhận vai trò giám đốc điều hành của phim. Nell Tiger Free chính thức được xác nhận sẽ tham gia bộ phim vào cuối tháng 8 năm 2022. Công đoạn quay phim cũng chính thức được hoàn thành vào tháng 1, 2023.

## Phát hành
Bộ phim được phát hành bởi hãng 20th Century Studios vào ngày 5 tháng 4, 2024.